# NHK-G動画on!
NHK-G動画on!とは、かつてNHKグローバルメディアサービスが運営するスマートフォン専用の動画配信サービスであった。
NHKのショートドラマや自然映像、童謡、料理番組、手話講座などが配信されている。2011年9月サービス開始。

## 概要
サービス開始当初はauのAndroid端末専用アプリとしてスタートしたが、2012年3月よりau、docomo、softbankのスマートフォンで閲覧可能なWebサイトにヴァージョンアップした。
月額525円の「おもいっきり見放題コース」や1話ごとの購入（31円から）が用意されていた。
2025年3月現在、ホームページ閉鎖を確認。

## 番組
NHKで放送したショートクリップを「楽」・「学」・「食」に分類されている。

### 楽（ドラマ・エンタメ・音楽・アニメ）
- 野田ともうします。 - シーズン1・2
- タクシードライバー祇園太郎
- 江口寿史のキャラ者
- ミスター・スミ
- hito-koma
- 5んドラ
- へんし〜ん劇場 萌え系2人羽織り
- パラパラピクチャー劇場 パラピク女子高生マコト
- 高田と河合と…また、高田。
- 地味女道
- 方言萌え
- 12ダウト
- ベストフレンド…
- 山手線の女
- コンドルズのダンスでわかる○○○○シリーズ
- エル・ポポラッチがゆく!!
- にっぽん縦断こころ旅2011〜秋の旅〜
- にっぽん縦断こころ旅2011〜春の旅〜
- 女子力アップ塾
- GO!GO!護身術
- 思い出の鉄路
- えほん寄席
- みんなの童謡
- へなへなコメディ劇場
- テイキーン!
- 手のひらが〜まるちょば

### 学（教養・ドキュメンタリー）
- 知って解決!SKEっとネット
- 大科学実験
- かわいいペット相談
- サラウンドアワー“響き”
- ふるさとの鉄道
- 岡山の伝統漁
- 岡山後楽園の四季
- もういちど、日本
- ワンポイント手話
- オトナの保健室
- くらしセンスアップ 美容・生活編
- アインシュタインの眼 特選映像ファイル
- 音のある風景
- 世界の名峰 グレートサミッツ エピソード100
- 絶景 日本の名峰
- 石渡俊彦のスコアアップクリニック
- まる得マガジン ひもとロープ
- コンテナ菜園秋編
- できたできたできた
- エクササイズタイム
- BSエアロビック
- みんなの体操
- 日めくりカレンダー

### 食（料理・レシピ）
- 楽ごはん
- くらしセンスアップ 料理編
- まる得マガジン 魚をさばこう